# Matthias Groote
Matthias Groote (* 21. Oktober 1973 in Leer, Ostfriesland) ist ein deutscher Politiker (SPD). Von 2005 bis 2016 war er Mitglied des Europäischen Parlaments. Am 11. September 2016 erreichte Groote bei den Landratswahlen im Landkreis Leer im Rahmen der Kommunalwahlen in Niedersachsen 2016 die absolute Mehrheit und ist dort als Landrat tätig. Der Amtsantritt war am 1. November 2016.

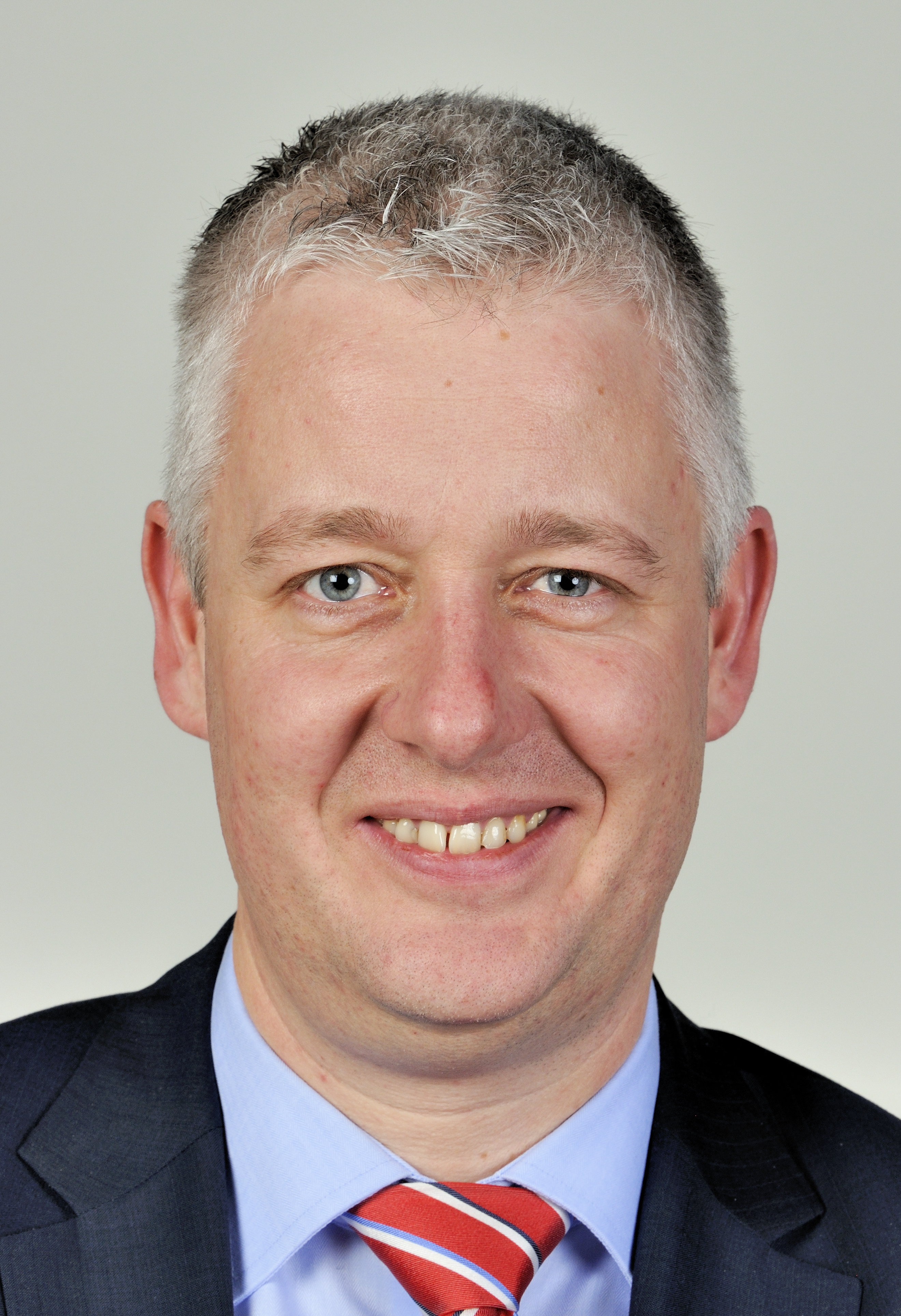
Matthias Groote (2014)

## Leben und Beruf
Nach der Mittleren Reife 1990 an der Kreisrealschule in Westrhauderfehn war Groote zunächst freier Mitarbeiter in der Redaktion des Fehntjer Kurier. Anschließend absolvierte er von 1991 bis 1995 eine Ausbildung zum Industriemechaniker im Ausbesserungswerk Opladen der Deutschen Bahn. Danach leistete er bis 1996 den Zivildienst ab und durchlief dann bis 1998 eine Weiterbildung zum Maschinentechniker mit dem Schwerpunkt Betriebstechnik. Nach dem Abschluss der Weiterbildung begann Groote ein Studium an der Fachhochschule Wilhelmshaven, das er 2005 als Diplom-Wirtschaftsingenieur (FH) beendete. Bis zu seinem Eintritt in das Europäische Parlament war er bei der Firma Enercon als Vertriebsingenieur tätig.
Matthias Groote ist verheiratet und hat zwei Töchter.

## Partei
Groote trat 1996 in die SPD ein und engagierte sich zunächst verstärkt bei den Jusos, deren Vorsitzender er im Landkreis Leer von 1997 bis 2002 war; von 1999 bis 2002 war er außerdem auch stellvertretender Vorsitzender des Juso-Bezirksverbandes Weser-Ems. Von 1997 bis 2007 gehörte er dem Vorstand des SPD-Kreisverbandes Leer an und ist seit 2007 Mitglied im SPD-Bezirksvorstand Weser-Ems. Von 2003 an war Groote Teil des Vorstands der Sozialdemokratischen Gemeinschaft für Kommunalpolitik (SGK) im Bezirk Weser-Ems.

## Abgeordneter
Groote gehört seit 1996 dem Gemeinderat seines Heimatortes Ostrhauderfehn an, wo er von 2001 bis 2005 auch Vorsitzender der SPD-Fraktion war. Von 2001 bis 2006 war er außerdem Mitglied des Kreistages des Landkreises Leer.
Am 26. Oktober 2005 rückte Groote für den ausgeschiedenen Abgeordneten Garrelt Duin in das Europaparlament nach und wurde bei der Europawahl 2009 wiedergewählt. Im Januar 2012 löste er Jo Leinen als Vorsitzender des EP-Umweltausschusses ab. Daneben gehörte er als Mitglied der Delegation für die Beziehungen zu Mexiko und für die lateinamerikanischen Ländern an. an. Stellvertretendes Mitglied war er im Ausschuss für Industrie, Forschung und Energie (ITRE) und in der Delegation für die Beziehungen zur Arabischen Halbinsel. Matthias Groote war unter anderem der Berichterstatter des Europäischen Parlaments für die Euro-5 Abgasnormen für PKW.
Seit Juli 2014 war Groote Sprecher der sozialdemokratischen Fraktion im Ausschuss für Umweltfragen, öffentliche Gesundheit und Lebensmittelsicherheit. Weiterhin war er Stellvertretendes Mitglied im Ausschuss für Regionale Entwicklungen (REGI).
Seit März 2010 war Groote Vorsitzender der überparteilichen Europa-Union Parlamentariergruppe Europäisches Parlament.
Am 11. September 2016 erreichte Groote bei den Landratswahlen im Landkreis Leer im Rahmen der Kommunalwahlen in Niedersachsen 2016 die absolute Mehrheit, und schied aus diesem Grunde aus dem Europäischen Parlament aus. Tiemo Wölken (SPD) rückte für Groote nach, er trat sein Mandat am 21. November 2016 an.